# مطالعه (فیلم)
مطالعه (انگلیسی: Study) یک تریلر روان‌شناختی ایتالیایی به کارگردانی پائولو بنه‌تاتسو است که در سال ۲۰۱۲ منتشر شد.
این فیلم دربارهٔ یک دانشجوی روان‌شناسی و هفتهٔ آخر پیش از امتحانات وی است که در آن به کنکاش دربارهٔ زندگی شخصی و افکارش می‌پردازد. فردگرایی عمیقی در این فیلم به‌لحاظ سینمایی وجود دارد. این فیلم با بوجه‌ای ناچیز ساخته شده و تماماً توسط پائولو بنه‌تاتسو و بدون عوامل فنی دیگر فیلم‌برداری و ساخته شد.